# In Plenty and in Time of Need
In Plenty and in Time of Need is het volkslied van Barbados. Het werd geschreven door Irving Burgie (1926) en gecomponeerd door C. Van Roland Edwards (1912-1985). Het werd als volkslied aanvaard in 1966.

## Tekst

### Engelse tekst
In plenty and in time of need
When this fair land was young
Our brave forefathers sowed the seed
From which our pride has sprung
A pride that makes no wanton boast
Of what it has withstood
That binds our hearts from coast to coast
The pride of nationhood
refrein:
We loyal sons and daughters all
Do hereby make it known
These fields and hills beyond recall
Are now our very own
We write our names on history's page
With expectations great
Strict guardians of our heritage
Firm craftsmen of our fate
The Lord has been the people's guide
For past three hundred years.
With Him still on the people's side
We have no doubts or fears.
Upward and onward we shall go,
Inspired, exulting, free,
And greater will our nation grow
In strength and unity.
refrein

### Nederlandse vertaling
In overvloed en in tijd van nood
toen dit schone land nog jong was.
onze dappere voorouders hebben het zaad gezaaid
waaruit onze trots is voortgekomen.
Een trots die geen moedwillige opschepperij maakt
van wat het heeft doorstaan.
Dat ons hart van kust tot kust bindt
De trots van de natie.
refrein:
Wij trouwe zonen en dochters allemaal
maak het hierbij bekend.
Deze velden en heuvels zijn onherkenbaar
zijn nu van onszelf.
We schrijven onze namen op de geschiedenispagina
met grote verwachtingen.
Strenge bewakers van ons erfgoed,
stevige ambachtslieden van ons lot.
De Heer is de gids van het volk geweest
de afgelopen driehonderd jaar.
Met hem nog steeds aan de kant van de mensen
we hebben geen twijfels of angsten.
Omhoog en verder zullen we gaan,
geïnspireerd, jubelend, vrij,
En groter zal onze natie groeien
in kracht en eenheid.
refrein